# Record d'Europe du marathon
Pour un article plus général, voir Records d'Europe d'athlétisme.
Les records d'Europe du marathon sont actuellement détenus par le Belge Bashir Abdi, auteur de 2 h 3 min 36 s le 24 octobre 2021 lors du Marathon de Rotterdam, et par la Britannique Paula Radcliffe, créditée de 2 h 15 min 25 s le 13 avril 2003 au cours du Marathon de Londres.

## Progression

### Hommes
| Temps           | Athlète               | Pays             | Lieu            | Date              |
| --------------- | --------------------- | ---------------- | --------------- | ----------------- |
| 2 h 42 min 31 s | Fred Barett           | Royaume-Uni      | Londres         | 15 décembre 1909  |
| 2 h 38 min 16 s | Harry Green           | Royaume-Uni      | Londres         | 12 mai 1913       |
| 2 h 36 min 6 s  | Alexis Ahlgren        | Suède            | Londres         | 31 mai 1913       |
| 2 h 32 min 35 s | Hannes Kolehmainen    | Finlande         | Anvers          | 22 août 1920      |
| 2 h 30 min 57 s | Harry Payne           | Royaume-Uni      | Londres         | 5 juillet 1929    |
| 2 h 29 min 27 s | Stylianos Kyriakidis  | Grèce            | Boston          | 20 avril 1946     |
| 2 h 28 min 39 s | Salomon Könönen       | Finlande         | Turku           | 2 octobre 1949    |
| 2 h 20 min 42 s | Jim Peters            | Royaume-Uni      | Chiswick        | 14 juin 1952      |
| 2 h 18 min 40 s | Jim Peters            | Royaume-Uni      | Chiswick        | 13 juin 1953      |
| 2 h 18 min 34 s | Jim Peters            | Royaume-Uni      | Turku           | 4 octobre 1953    |
| 2 h 17 min 39 s | Jim Peters            | Royaume-Uni      | Chiswick        | 26 juin 1954      |
| 2 h 15 min 17 s | Sergey Popov          | Union soviétique | Stockholm       | 24 août 1958      |
| 2 h 14 min 43 s | Brian Kilby           | Royaume-Uni      | Port Talbot     | 6 juillet 1963    |
| 2 h 13 min 55 s | Basil Heatley         | Royaume-Uni      | Chiswick        | 13 juin 1964      |
| 2 h 12 min 16 s | William Adcocks       | Royaume-Uni      | Karl-Marx-Stadt | 19 mai 1968       |
| 2 h 10 min 47 s | William Adcocks       | Royaume-Uni      | Fukuoka         | 8 décembre 1968   |
| 2 h 10 min 30 s | Ron Hill              | Royaume-Uni      | Boston          | 20 avril 1970     |
| 2 h 9 min 28 s  | Ron Hill              | Royaume-Uni      | Édimbourg       | 23 juillet 1970   |
| 2 h 9 min 12 s  | Ian Thompson          | Royaume-Uni      | Christchurch    | 31 janvier 1974   |
| 2 h 9 min 1 s   | Gerard Nijboer        | Pays-Bas         | Amsterdam       | 26 avril 1980     |
| 2 h 8 min 39 s  | Carlos Lopes          | Portugal         | Rotterdam       | 9 avril 1983      |
| 2 h 8 min 5 s   | Steve Jones           | Royaume-Uni      | Chicago         | 21 octobre 1984   |
| 2 h 7 min 12 s  | Carlos Lopes          | Portugal         | Rotterdam       | 20 avril 1985     |
| 2 h 6 min 36 s  | António Pinto         | Portugal         | Londres         | 16 avril 2000     |
| 2 h 6 min 36 s  | Benoît Zwierzchiewski | France           | Paris           | 6 avril 2003      |
| 2 h 5 min 48 s  | Sondre Nordstad Moen  | Norvège          | Fukuoka         | 3 décembre 2017   |
| 2 h 5 min 11 s  | Mohammed Farah        | Royaume-Uni      | Chicago         | 7 octobre 2018    |
| 2 h 4 min 16 s  | Kaan Kigen Özbilen    | Turquie          | Valence         | 1er décembre 2019 |
| 2 h 3 min 36 s  | Bashir Abdi           | Belgique         | Rotterdam       | 24 octobre 2021   |

### Femmes
| Temps           | Athlète             | Pays                 | Lieu         | Date              |
| --------------- | ------------------- | -------------------- | ------------ | ----------------- |
| 3 h 40 min 22 s | Violet Piercy       | Royaume-Uni          | Chiswick     | 3 octobre 1926    |
| 3 h 27 min 45 s | Dale Greig          | Royaume-Uni          | Ryde         | 23 mai 1964       |
| 3 h 7 min 26 s  | Anni Pede-Erdkamp   | Allemagne de l'Ouest | Waldniel     | 16 septembre 1967 |
| 2 h 46 min 24 s | Chantal Langlacé    | France               | Neuf-Brisach | 27 octobre 1974   |
| 2 h 42 min 42 s | Liane Winter        | Allemagne de l'Ouest | Boston       | 21 avril 1975     |
| 2 h 40 min 15 s | Christa Vahlensieck | Allemagne de l'Ouest | Dülmen       | 3 mai 1975        |
| 2 h 35 min 15 s | Chantal Langlacé    | France               | Oyarzun      | 1er mai 1977      |
| 2 h 34 min 47 s | Christa Vahlensieck | Allemagne de l'Ouest | Berlin       | 10 septembre 1977 |
| 2 h 32 min 29 s | Grete Waitz         | Norvège              | New York     | 22 octobre 1978   |
| 2 h 27 min 32 s | Grete Waitz         | Norvège              | New York     | 21 octobre 1979   |
| 2 h 25 min 41 s | Grete Waitz         | Norvège              | New York     | 26 octobre 1980   |
| 2 h 25 min 28 s | Grete Waitz         | Norvège              | Londres      | 17 avril 1983     |
| 2 h 21 min 6 s  | Ingrid Kristiansen  | Norvège              | Londres      | 21 avril 1985     |
| 2 h 18 min 56 s | Paula Radcliffe     | Royaume-Uni          | Londres      | 14 avril 2002     |
| 2 h 17 min 18 s | Paula Radcliffe     | Royaume-Uni          | Chicago      | 13 octobre 2002   |
| 2 h 15 min 25 s | Paula Radcliffe     | Royaume-Uni          | Londres      | 13 avril 2003     |